# Armênia (província dos Impérios Safávida, Afexárida e Cajar)
Armênia persa designa a porção da Armênia histórica que esteve sobre domínio persa de 428 a 646 e depois de 1639 a 1828. No primeiro período, a dominação persa se deu após a divisão do Reino da Armênia em 387 pelos Impérios Romano e Sassânida. Foi mantida pelos persas até 646 quando a região foi dominada pelos exércitos árabes muçulmanos do Califado Ortodoxo. No segundo, a Armênia esteve sob domínio dos Impérios Safávida (1501–1722), Afexárida (1736–1796) e  Cajar (1785–1925) Esta parte da Armênia foi dividida em 1747 entre os canatos de Erevã, Naquichevão e Carabaque. Desapareceu definitivamente com o tratado de Turcomenchai, que anexou-a ao Império Russo.

## História
Ao longo do século XVI e início do século XVII, a Armênia foi o campo de batalha entre otomanos e persas, tendo passado alternadamente sob o domínio de um ou outro. O tratado de Qasr-i-Chirin pôs fim a situação em 1639 e se acordou que a Armênia Oriental seria da Pérsia. O país foi fortemente despovoado, após a decisão de Abas I (r. 1585–1628) (realizada em 1604-1605) deportar os armênios para a região de Ispaã, a fim de criar um centro de comércio em Nova Julfa, mas também para limpar a área em frente aos exércitos otomanos e impedir seu fornecimento.
No início do século XVIII, após o declínio do Império Safávida e as primeiras incursões russas na região do Cáucaso, os otomanos decidiram agir e marchar ao sul da Armênia persa; Erevã caiu em 7 de junho de 1724, mas Carabaque e Siunique resistiram sob o comando de Davi Bek; foi apenas na década de 1730 que as tropas persas conseguiram retomar a região. Em 1747, a morte de Nader Xá (r. 1736–1747), a Armênia persa foi dividida em três canatos relativamente autônomos, os canatos de Erevã, Naquichevão e Carabaque.[carece de fontes?]
O início do século XIX viu a Armênia persa cair gradualmente nas mãos dos russos. Na guerra russo-persa de 1804-1813, terminou com o tratado de Golestão, resultando na captura do Canato de Carabaque. Enquanto isso, os canatos de Erevã e Naquichevão caíram no final da guerra russo-persa de 1826-1828, aprovado pelo tratado de Turcomenchai. A Armênia persa deu lugar à Armênia russa.